# Campeonato Mundial Femenino de Futsal de 2017 (AMF)
El tercer Campeonato Mundial Femenino de Futsal de la AMF se disputará en Cataluña del 19 al 25 de noviembre de 2017. El torneo es organizado por la Federación Catalana de Fútbol Sala y la Asociación Mundial de Futsal (AMF). En este certamen han participado 11 selecciones nacionales y la selección autonómica de la Comunidad Autónoma de Cataluña. Su sede ha sido la ciudad de Balaguer en Cataluña.

## Elección de la sede
Se postularon dos países para ser sedes del mundial femenino en el primer semestre del 2016, cuando sacaron la información a la luz pública el 1 de abril del mismo año, como también hicieron ver qué Colombia y Corea del Sur manifestaron su deseo de llevar a cabo el mundial sub-20.
- Cataluña
- Marruecos

## Sede
La sede en la que se llevó a cabo el mundial fue en Balaguer, en Cataluña y el estadio en el que se desarrolló todos los partidos del torneo es en el Pabellón Polideportivo.
| Balaguer               |
| Pabellón Polideportivo |
| Capacidad: ?           |
|                        |

## Calendario
Este fue el calendario de los partidos del mundial:
| FG | Fase de grupos | 9°-12° | Play-Offs Eliminados FG | CF | Cuartos de final y Eliminados 9°-12° | SF | Semifinales y Eliminados 5°-8° | F | Final y 3°-4° |

| Noviembre de 2017      | 19 Dom | 20 Lun | 21 Mar | 22 Mié         | 23 Jue       | 24 Vie           | 25 Sáb           |
| ---------------------- | ------ | ------ | ------ | -------------- | ------------ | ---------------- | ---------------- |
| Fase (no. de partidos) | FG (4) | FG (4) | FG (4) | P-O 9°-12° (2) | CF 9°-12°(6) | SF P-O 5°-8° (4) | F 3°-4° 5°-8°(4) |

## Antecedentes

### Desafiliación de la UEFS
La AMF antes de que se desarrollara el mundial dio de baja las relaciones con la UEFS (Unión Europea de Fútbol de Salón) por problemas de desacato e indisciplina con los señores Valery Akhumián de Rusia y Juan José Bernal Cierre del País Vasco quienes se vieron involucrados en todo esto. Prohibieron la UEFS y todas las organizaciones deportivas nacionales que componen la utilización de nombre de la asociación mundial de futsal con su logotipo AMF.

### Incorporación de la FEF
Debido a este incidente AMF, reconoció y afilió a la FEF (Federación Europea de Futsal) con sus organizaciones nacionales con todos los derechos y obligaciones de los estatutos de la AMF y siendo que esas organizaciones nacionales deberán mantener afiliación con la AMF y participar de las actividades de las organizaciones continentales.

### Sudamericano Femenino 2017
Se realizó en 2017 el sudamericano femenino con miras al mundial de Cataluña en el mismo año. La sede fue en Tunja y Colombia hace de anfitrión con la participación de 8 selecciones (Argentina, Bolivia, Brasil, Colombia, Ecuador, Paraguay, Uruguay, Venezuela).
En la primera fase el grupo A tuvo a Colombia, Brasil, Bolivia y Argentina y en el grupo B estuvo Venezuela, Paraguay, Uruguay y Ecuador. Las selecciones de Colombia y Brasil avanzaron en el grupo A y Venezuela con Paraguay pasaron en el grupo B, avanzando Colombia y Venezuela en la gran final y Colombia se coronó campeón del certamen.

## Equipos participantes
| Confederación                                                | Selección          | Clasificación                             |
| ------------------------------------------------------------ | ------------------ | ----------------------------------------- |
| CSFS (Sudamérica) (4 cupos)                                  | Colombia           | (Campeón) 2013                            |
| CSFS (Sudamérica) (4 cupos)                                  | Argentina          | (4.to Puesto) 2013                        |
| CSFS (Sudamérica) (4 cupos)                                  | Paraguay           | Semifinalista Eliminatorias Sudamericanas |
| CSFS (Sudamérica) (4 cupos)                                  | Brasil             | Semifinalista Eliminatorias Sudamericanas |
| CSFS (Sudamérica) (4 cupos)                                  | Venezuela          | (Subcampeón) 2013                         |
| FEF (Europa) (4 cupos)                                       | Cataluña           | (Anfitrión)                               |
| FEF (Europa) (4 cupos)                                       | Francia            |                                           |
| FEF (Europa) (4 cupos)                                       | Italia             |                                           |
| FEF (Europa) (4 cupos)                                       | Suiza              |                                           |
| FEF (Europa) (4 cupos)                                       | República Checa    | (3.er Puesto) 2013                        |
| FEF (Europa) (4 cupos)                                       | Rusia              |                                           |
| CONCACFUTSAL Norteamérica Centroamérica y El Caribe (1 cupo} | Estados Unidos     |                                           |
| CAFUSA (África) (1 cupo)                                     | Sudáfrica          |                                           |
| CAFUSA (África) (1 cupo)                                     | Marruecos          |                                           |
| CAFS (Asia) (1 cupo)                                         | República de China |                                           |
| OFC (Oceanía) (1 cupo)                                       | Australia          |                                           |

- Originalmente  Venezuela,  República Checa  Rusia y  Marruecos estaban clasificados para este mundial. Sin embargo debido a diferentes motivos desistieron de su participación y  Argentina,  Italia,  Suiza y  Sudáfrica[13] fueron delegados por la AMF para tomar su lugar.[14]
- La participación de Venezuela se puso en duda debido a la crisis política en  Venezuela, aunque la Federación Venezolana de Fútbol de Salón tuvo tiempo de confirmar su asistencia al mundial hasta el 21 de agosto de 2017. Desgraciadamente Venezuela no confirmó la asistencia y por lo tanto perdió su cupo al mundial siendo reemplazado por Argentina.

- Comunicado de la AMF confirmando la participación de República de China (Taiwan), Australia y Sudáfrica.[15]

## Sorteo

### Líneas
Los 12 equipos se dividieron en cuatro grupos de tres equipos, con el anfitrión Cataluña asignado automáticamente en la línea 1.
| Línea 1                           | Línea 2                                            | Línea 3                           |
| --------------------------------- | -------------------------------------------------- | --------------------------------- |
| Cataluña Colombia Brasil Paraguay | Argentina Estados Unidos Italia República de China | Australia Francia Suiza Sudáfrica |

### Grupos
Tras el sorteo, los grupos quedaron de la siguiente manera:
| Grupo A                         | Grupo B                    | Grupo C                   | Grupo D                           |
| ------------------------------- | -------------------------- | ------------------------- | --------------------------------- |
| Brasil República de China Suiza | Cataluña Argentina Francia | Colombia Italia Sudáfrica | Paraguay Estados Unidos Australia |

## Sistema de juego
Las doce selecciones se dividen en cuatro grupos de tres equipos. Los equipos integrantes de cada grupo se enfrentarán entre sí en tres fechas, clasificando a los cuartos de final los dos mejores. Los cuartos de final consisten en cuatro llaves de eliminación directa. Los ganadores de cada llave se enfrentarán en semifinales para definir los dos mejores equipos del mundial que jugarán la gran final y competirán por el título de campeonas mundiales.

## Primera fase

### Grupo A
| Grupo A            | Pts | J | G | E | P | GF | GC | Dif |
| ------------------ | --- | - | - | - | - | -- | -- | --- |
| Brasil             | 4   | 2 | 2 | 0 | 0 | 29 | 0  | +29 |
| Suiza              | 1   | 2 | 0 | 1 | 1 | 3  | 16 | -13 |
| República de China | 1   | 2 | 0 | 1 | 1 | 3  | 19 | -16 |

| 19 de noviembre de 2017 | República de China | 3:3 (0:2) | Suiza | Pabellón Polideportivo, Balaguer |  |
| 12:00                   |                    | Reporte   |       |                                  |  |

- Equipo libre:  Brasil.

| 20 de noviembre de 2017 | Brasil | 16:0 (11:0) | República de China | Pabellón Polideportivo, Balaguer |  |
| 14:00                   |        | Reporte     |                    |                                  |  |

- Equipo libre:  Suiza.

| 21 de noviembre de 2017 | Brasil | 13:0 (5:0) | Suiza | Pabellón Polideportivo, Balaguer |  |
| 12:00                   |        | Reporte    |       |                                  |  |

- Equipo libre:  República de China.

### Grupo B
| Grupo B   | Pts | J | G | E | P | GF | GC | Dif |
| --------- | --- | - | - | - | - | -- | -- | --- |
| Argentina | 4   | 2 | 2 | 0 | 0 | 14 | 2  | +12 |
| Cataluña  | 2   | 2 | 1 | 0 | 1 | 4  | 8  | -4  |
| Francia   | 0   | 2 | 0 | 0 | 2 | 3  | 11 | -8  |

| 19 de noviembre de 2017 | Cataluña | 3:2 (2:1) | Francia | Pabellón Polideportivo, Balaguer |  |
| 19:30                   |          | Reporte   |         |                                  |  |

- Equipo libre:  Argentina.

| 20 de noviembre de 2017 | Cataluña | 1:6 (0:3) | Argentina | Pabellón Polideportivo, Balaguer |  |
| 20:00                   |          | Reporte   |           |                                  |  |

- Equipo libre:  Francia.

| 21 de noviembre de 2017 | Argentina | 8:1 (2:0) | Francia | Pabellón Polideportivo, Balaguer |  |
| 17:00                   |           | Reporte   |         |                                  |  |

- Equipo libre:  Cataluña.

### Grupo C
| Grupo C   | Pts | J | G | E | P | GF | GC | Dif |
| --------- | --- | - | - | - | - | -- | -- | --- |
| Colombia  | 4   | 2 | 2 | 0 | 0 | 29 | 0  | +29 |
| Italia    | 2   | 2 | 1 | 0 | 1 | 3  | 11 | -8  |
| Sudáfrica | 0   | 2 | 0 | 0 | 2 | 2  | 23 | -21 |

| 19 de noviembre de 2017 | Sudáfrica | 0:20 (0:11) | Colombia | Pabellón Polideportivo, Balaguer |  |
| 21:00                   |           | Reporte     |          |                                  |  |

- Equipo libre:  Italia.

| 20 de noviembre de 2017 | Colombia | 9:0 (6:0) | Italia | Pabellón Polideportivo, Balaguer |  |
| 18:00                   |          | Reporte   |        |                                  |  |

- Equipo libre:  Sudáfrica.

| 21 de noviembre de 2017 | Italia | 3:2 (1:1) | Sudáfrica | Pabellón Polideportivo, Balaguer |  |
| 19:00                   |        | Reporte   |           |                                  |  |

- Equipo libre:  Colombia.

### Grupo D
| Grupo D        | Pts | J | G | E | P | GF | GC | Dif |
| -------------- | --- | - | - | - | - | -- | -- | --- |
| Paraguay       | 4   | 2 | 2 | 0 | 0 | 9  | 3  | +6  |
| Estados Unidos | 2   | 2 | 1 | 0 | 1 | 9  | 8  | +1  |
| Australia      | 0   | 2 | 0 | 0 | 2 | 2  | 9  | -7  |

| 19 de noviembre de 2017 | Paraguay | 3:0 (2:0) | Australia | Pabellón Polideportivo, Balaguer |  |
| 16:00                   |          | Reporte   |           |                                  |  |

- Equipo libre:  Estados Unidos.

| 20 de noviembre de 2017 | Paraguay | 6:3 (3:2) | Estados Unidos | Pabellón Polideportivo, Balaguer |  |
| 16:00                   |          | Reporte   |                |                                  |  |

- Equipo libre:  Australia.

| 21 de noviembre de 2017 | Estados Unidos | 6:2     | Australia | Pabellón Polideportivo, Balaguer |  |
| 21:00                   |                | Reporte |           |                                  |  |

- Equipo libre:  Paraguay.

## Consolación 9° al 12° puesto
Las selecciones eliminadas de la fase de grupos disputarán estos partidos de consolación para definir posiciones.
|  | Semifinales 9° a 12° | Semifinales 9° a 12° |                  |         | Noveno puesto      | Noveno puesto   |  |
|  |                      |                      |                  |         |                    |                 |  |
|  |                      |                      |                  |         |                    |                 |  |
|  | Francia              | 6                    |                  |         |                    |                 |  |
|  | Francia              | 6                    |                  |         |                    |                 |  |
|  | República de China   | 5                    |                  |         |                    |                 |  |
|  | República de China   | 5                    |                  | Francia | 2                  |                 |  |
|  |                      |                      |                  | Francia | 2                  |                 |  |
|  |                      |                      | Australia (t.s.) | 4       |                    |                 |  |
|  | Australia            | 4                    | Australia (t.s.) | 4       |                    |                 |  |
|  | Australia            | 4                    |                  |         |                    |                 |  |
|  | Sudáfrica            | 2                    |                  |         | Undécimo puesto    | Undécimo puesto |  |
|  | Sudáfrica            | 2                    |                  |         | Undécimo puesto    | Undécimo puesto |  |
|  |                      |                      |                  |         |                    |                 |  |
|  |                      |                      |                  |         | República de China | 5               |  |
|  |                      |                      |                  |         | República de China | 5               |  |
|  |                      |                      |                  |         | Sudáfrica          | 2               |  |
|  |                      |                      |                  |         | Sudáfrica          | 2               |  |
|  |                      |                      |                  |         |                    |                 |  |

### Definición 9° a 12° Lugar
| 22 de noviembre de 2017 | Francia | 6:5 (3:3) | República de China | Pabellón Polideportivo, Balaguer |  |

| 22 de noviembre de 2017 | Australia | 4:2 (2:0) | Sudáfrica | Pabellón Polideportivo, Balaguer |  |

### Definición 11° Lugar
| 23 de noviembre de 2017 | República de China | 5:2 (2:2) | Sudáfrica | Pabellón Polideportivo, Balaguer |  |

### Definición 9° Lugar
| 23 de noviembre de 2017 | Francia | 2:4 (2:2, 2:2) (t. s.)(0:2 t. s.) | Australia | Pabellón Polideportivo, Balaguer |  |

## Fase final

### Cuadro General
|  | Quinto puesto  | Quinto puesto  |                |       | Semifinales 5.°- 8.° | Semifinales 5.°- 8.° |          |   | Cuartos de final | Cuartos de final |           |   | Semifinales   | Semifinales   |  |  | Final | Final |
|  |                |                |                |       |                      |                      |          |   |                  |                  |           |   |               |               |  |  |       |       |
|  |                |                |                |       |                      |                      |          |   |                  |                  |           |   |               |               |  |  |       |       |
|  |                |                |                |       |                      |                      |          |   |                  |                  |           |   |               |               |  |  |       |       |
|  |                |                |                |       |                      |                      |          |   | Brasil           | 7                |           |   |               |               |  |  |       |       |
|  |                |                |                |       |                      |                      |          |   | Brasil           | 7                |           |   |               |               |  |  |       |       |
|  |                |                | Cataluña       | 1     |                      |                      |          |   |                  |                  |           |   |               |               |  |  |       |       |
|  |                | Cataluña (p.)  | Cataluña       | 1     | 4 (3)                |                      |          |   |                  | Brasil           | 5         |   |               |               |  |  |       |       |
|  |                |                |                |       | 4 (3)                |                      |          |   |                  | Brasil           | 5         |   |               |               |  |  |       |       |
|  |                |                | Estados Unidos | 4 (1) |                      |                      | Colombia | 2 |                  |                  |           |   |               |               |  |  |       |       |
|  | Colombia       | 5              | Estados Unidos | 4 (1) |                      |                      | Colombia | 2 |                  |                  |           |   |               |               |  |  |       |       |
|  | Colombia       | 5              |                |       |                      |                      |          |   |                  |                  |           |   |               |               |  |  |       |       |
|  |                |                | Estados Unidos | 3     |                      |                      |          |   |                  |                  |           |   |               |               |  |  |       |       |
|  | Cataluña       | 2              | Estados Unidos | 3     |                      |                      | Brasil   | 4 |                  |                  |           |   |               |               |  |  |       |       |
|  | Cataluña       | 2              |                |       |                      |                      | Brasil   | 4 |                  |                  |           |   |               |               |  |  |       |       |
|  | Italia         | 0              |                |       | Argentina            | 2                    |          |   |                  |                  |           |   |               |               |  |  |       |       |
|  | Italia         | 0              | Argentina      | 7     | Argentina            | 2                    |          |   |                  |                  |           |   |               |               |  |  |       |       |
|  |                |                | Argentina      | 7     |                      |                      |          |   |                  |                  |           |   |               |               |  |  |       |       |
|  |                |                | Suiza          | 0     |                      |                      |          |   |                  |                  |           |   |               |               |  |  |       |       |
|  | Séptimo puesto | Séptimo puesto | Suiza          | 0     | Suiza                | 2                    |          |   |                  |                  | Argentina | 4 | Tercer puesto | Tercer puesto |  |  |       |       |
|  | Séptimo puesto | Séptimo puesto |                |       | Suiza                | 2                    |          |   |                  |                  | Argentina | 4 | Tercer puesto | Tercer puesto |  |  |       |       |
|  |                |                |                |       | Italia               | 5                    |          |   | Paraguay         | 3                |           |   |               |               |  |  |       |       |
|  | Estados Unidos | 7              | Paraguay       | 5     | Italia               | 5                    | Colombia | 3 | Paraguay         | 3                |           |   |               |               |  |  |       |       |
|  | Estados Unidos | 7              | Paraguay       | 5     |                      |                      | Colombia | 3 |                  |                  |           |   |               |               |  |  |       |       |
|  | Suiza          | 1              |                |       | Italia               | 3                    |          |   | Paraguay         | 0                |           |   |               |               |  |  |       |       |

### Cuartos de final
| 23 de noviembre de 2017 | Argentina | 7:0 (4:0) | Suiza | Pabellón Polideportivo, Balaguer |  |
| 15:00                   |           | Reporte   |       |                                  |  |

| 23 de noviembre de 2017 | Paraguay | 5:3 (3:1) | Italia | Pabellón Polideportivo, Balaguer |  |
| 17:00                   |          | Reporte   |        |                                  |  |

| 23 de noviembre de 2017 | Colombia | 5:3 (3:1) | Estados Unidos | Pabellón Polideportivo, Balaguer |  |
| 19:00                   |          | Reporte   |                |                                  |  |

| 23 de noviembre de 2017 | Brasil | 7:1 (3:0) | Cataluña | Pabellón Polideportivo, Balaguer |  |
| 21:00                   |        | Reporte   |          |                                  |  |

### Definición 5° a 8° Lugar
| 24 de noviembre de 2017 | Suiza | 2:5 (1:2) | Italia | Pabellón Polideportivo, Balaguer |  |

| 24 de noviembre de 2017 | Cataluña | 4:4 (4:4, 1:3) (t. s.)(0:0 t. s.)(3:1 p.) | Estados Unidos | Pabellón Polideportivo, Balaguer |  |

### Definición 7° Lugar
| 25 de noviembre de 2017 | Estados Unidos | 7:1 (2:1) | Suiza | Pabellón Polideportivo, Balaguer |  |

### Definición 5° Lugar
| 25 de noviembre de 2017 | Cataluña | 2:0 (0:0) | Italia | Pabellón Polideportivo, Balaguer |  |

### Semifinales
| 24 de noviembre de 2017 | Brasil | 5:2 (2:1) | Colombia | Pabellón Polideportivo, Balaguer |  |
|                         |        | Reporte   |          |                                  |  |

| 24 de noviembre de 2017 | Argentina | 4:3 (2:0) | Paraguay | Pabellón Polideportivo, Balaguer |  |
|                         |           | Reporte   |          |                                  |  |

### Tercer Lugar
| 25 de noviembre de 2017 | Colombia | 3:0 (0:0) | Paraguay | Pabellón Polideportivo, Balaguer |  |
|                         |          | Reporte   |          |                                  |  |

### Final
| 25 de noviembre de 2017 | Brasil | 4:2 (1:1) | Argentina | Pabellón Polideportivo, Balaguer |  |
| 19:30                   |        | Reporte   |           |                                  |  |

|                            |
| Bandera de Brasil          |
| Campeón Brasil 1.er título |

## Tabla general
| Pos. | Equipo             | Pts | J | G | E | P | GF | GC | Dif. | Rend. |
| ---- | ------------------ | --- | - | - | - | - | -- | -- | ---- | ----- |
| 1    | Brasil             | 10  | 5 | 5 | 0 | 0 | 45 | 5  | +40  | 100%  |
| 2    | Argentina          | 8   | 5 | 4 | 0 | 1 | 27 | 9  | +18  | 80%   |
| 3    | Colombia           | 8   | 5 | 4 | 0 | 1 | 39 | 8  | +31  | 80%   |
| 4    | Paraguay           | 6   | 5 | 3 | 0 | 2 | 17 | 13 | +4   | 60%   |
| 5    | Cataluña           | 5   | 5 | 2 | 1 | 2 | 11 | 19 | -8   | 50%   |
| 6    | Italia             | 4   | 5 | 2 | 0 | 3 | 11 | 20 | -9   | 40%   |
| 7    | Estados Unidos     | 5   | 5 | 2 | 1 | 2 | 23 | 18 | +5   | 50%   |
| 8    | Suiza              | 1   | 5 | 0 | 1 | 4 | 6  | 35 | -29  | 10%   |
| 9    | Australia          | 4   | 4 | 2 | 0 | 2 | 10 | 13 | -3   | 50%   |
| 10   | Francia            | 2   | 4 | 1 | 0 | 3 | 11 | 20 | -9   | 25%   |
| 11   | República de China | 3   | 4 | 1 | 1 | 2 | 13 | 27 | -14  | 37,5% |
| 12   | Sudáfrica          | 0   | 4 | 0 | 0 | 4 | 6  | 32 | -26  | 0%    |

## Premios y reconocimientos

### Goleadora
| Jugador       | Equipo   | Goles |
| ------------- | -------- | ----- |
| Paola Estrada | Colombia | ?     |

### Valla menos vencida
| Jugador | Selección | Goles |
| ------- | --------- | ----- |
| ?       | Brasil    | 4     |

### Mejor jugador
| Jugador               | Selección |
| --------------------- | --------- |
| Estefanía Banini Ruíz | Argentina |